# تيزمورين (أربعاء تاوريرت)
تيزمورين هي إحدى مشيخات المملكة المغربية، تتبع جغرافيا لإقليم الحسيمة وإداريًا لأربعاء تاوريرت. يقدر عدد سكانها بـ 1537 نسمة حسب الإحصاء الرسمي للسكان والسكنى لسنة 2004.
يعود اصل الاسم «تيزمورين» إلى ارض الزيتون أو المكان الذي به الزيتون.